# 4239 Goodman
4239 Goodman је астероид главног астероидног појаса чија средња удаљеност од Сунца износи 2,173 астрономских јединица (АЈ).
Апсолутна магнитуда астероида је 14,3.